# West Country

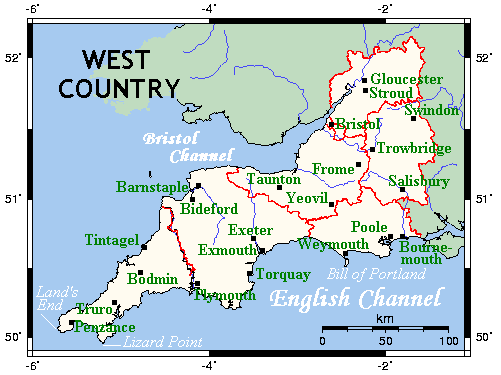
Un'interpretazione della West Country, mostrata su questa mappa, viene a descriverla come identica alla regione dell'Inghilterra sud-occidentale.

La West Country (letteralmente "regione occidentale") è un termine informale utilizzato per definire l'area sud-occidentale dell'Inghilterra, corrispondente grosso modo all'attuale regione amministrativa dell'Inghilterra sud-occidentale. Essa viene spesso definita con lo scopo di circoscrivere le contee storiche di Cornovaglia, Devon, Dorset e Somerset e la città di Bristol, mentre spesso vi sono incluse anche le contee di Gloucestershire e Wiltshire. Alcuni usi del termine includono anche aree più vaste, mentre altri sono più specifici sebbene con poca coerenza di definizione.

## Geografia
L'area è soprattutto rurale, con alcune grandi città, come Bristol, Exeter, Plymouth e Gloucester. Il turismo e l'agricoltura, specialmente l'industria casearia, giocano un ruolo significativo nell'economia. Il paesaggio è principalmente costituito da zone di brughiera e granito verso ovest, e gesso e regioni collinari calcaree con valli argillose verso est. Storicamente, l'estrazione mineraria dello stagno e la pesca erano fonti di reddito ed occupazione nell'area occidentale (ma oggi lo sono di meno), benché quest'ultima contribuisca ancora all'economia. La regione è tradizionalmente famosa per la sua produzione di sidro, clotted cream (letteralmente "crema coagulata") e pasties (specie di "pasticci"), come pure per il ben noto Festival di Glastonbury ed altre attrazioni.

## Confini
A prescindere dal Canale di Bristol e La Manica, come in ogni zona informale i confini della West Country sono difficili da definire e di conseguenza ci sono un numero di differenti definizioni utilizzate.  
Alcuni usano il termine in modo impreciso come sinonimo di Regione Sud-Occidentale, mentre altri lo usano più specificamente per riferirsi o alla parte settentrionale della regione, oppure a quella sud-occidentale.  Il termine viene anche utilizzato, per esempio, per riferirsi agli incontri sportivi fra alcune città come Gloucester e Bath. Gli eventi del Carnevale della West Country  hanno luogo nel Somerset e Dorset.
L'edizione della "West Country" del 2005 della BBC con la serie televisiva Seven Natural Wonders (le sette meraviglie naturali) descrisse le "meraviglie" nel Wiltshire, Somerset, Gloucestershire e Herefordshire (Symonds Yat), ma non quelle nel Devon o nella Cornovaglia le quali furono il soggetto di un programma separato riguardante il "Sud-Ovest", e nemmeno quelle del Dorset che vennero incluse in un programma che descriveva "Il sud".
Il "distretto dell'industria dell'abbigliamento della West Country" (West Country Clothing District) era un'area (ma solo parte della regione sopra descritta) che produceva vestiario in lana e comprendeva il Somerset orientale e parte delle contee di Gloucestershire e Wiltshire e, per alcuni periodi, anche l'Oxfordshire e il Berkshire. Il distretto dell'abbigliamento intorno a Tiverton ed Exeter nel Devon e nel Somerset occidentale tendeva a fare tipi diversi di vestiario ed è meglio considerato separatamente.
La "West Country Farmhouse Cheddar" è un prodotto caseario a denominazione di origine protetta (Protected Designation of Origin, PDO) che può essere applicata soltanto al formaggio Cheddar fatto nel modo tradizionale nelle quattro contee del Somerset, Dorset, Devon e Cornovaglia.
La Westcountry Television è una ITV locale che trasmette nelle regioni di Devon, Cornovaglia, Isole Scilly e zone del Somerset e Dorset.

### West Country e Wessex
Il termine "West Country" è talvolta associato al regno anglosassone del Wessex. I regionalisti del Wessex cercano di promuovere questo concetto come un'alternativa alla regione sud-occidentale, incluse alcune contee nell'Inghilterra centro-meridionale - Hampshire, Berkshire, Oxfordshire e l'Isola di Wight - ed escludendo Devon e Cornovaglia, che equivalgono al regno storico britannico di Dumnonia.

## Contee e unità amministrative
Le seguenti contee e unità amministrative sono incluse nella maggior parte delle definizioni usuali di West Country:
- Bristol
- Cornovaglia
  - Isole Scilly
- Devon
  - Plymouth
  - Torbay
- Dorset
  - Bournemouth
  - Poole
- Gloucestershire
  - South Gloucestershire
- Somerset
  - Bath and North East Somerset
  - North Somerset
- Wiltshire
  - Swindon

## Città e cittadine importanti
- Barnstaple
- Bath
- Bideford
- Bournemouth
- Bridgwater
- Bristol
- Calne
- Cheltenham
- Chippenham
- Cirencester
- Christchurch
- Dorchester

- Exeter
- Frome
- Glastonbury
- Gloucester
- Lyme Regis
- Newquay
- Paignton
- Penzance
- Plymouth
- Poole
- Salisbury
- St Austell

- Stroud
- Swindon
- Taunton
- Tewkesbury
- Torquay
- Trowbridge
- Truro
- Warminster
- Wells
- Weston-super-Mare
- Weymouth
- Yeovil

Città in grassetto.

## Monumenti e luoghi d'interesse
- Avebury
- Bodmin Moor
- Cherhill White Horse
- Dartmoor
- Exmoor
- Glastonbury Tor
- Jurassic Coast
- Mendip Hills, inclusa la Cheddar Gorge
- South West Coast
- Stonehenge
- West Country Carnival